# Kościół Zwiastowania Najświętszej Maryi Panny w Nysie

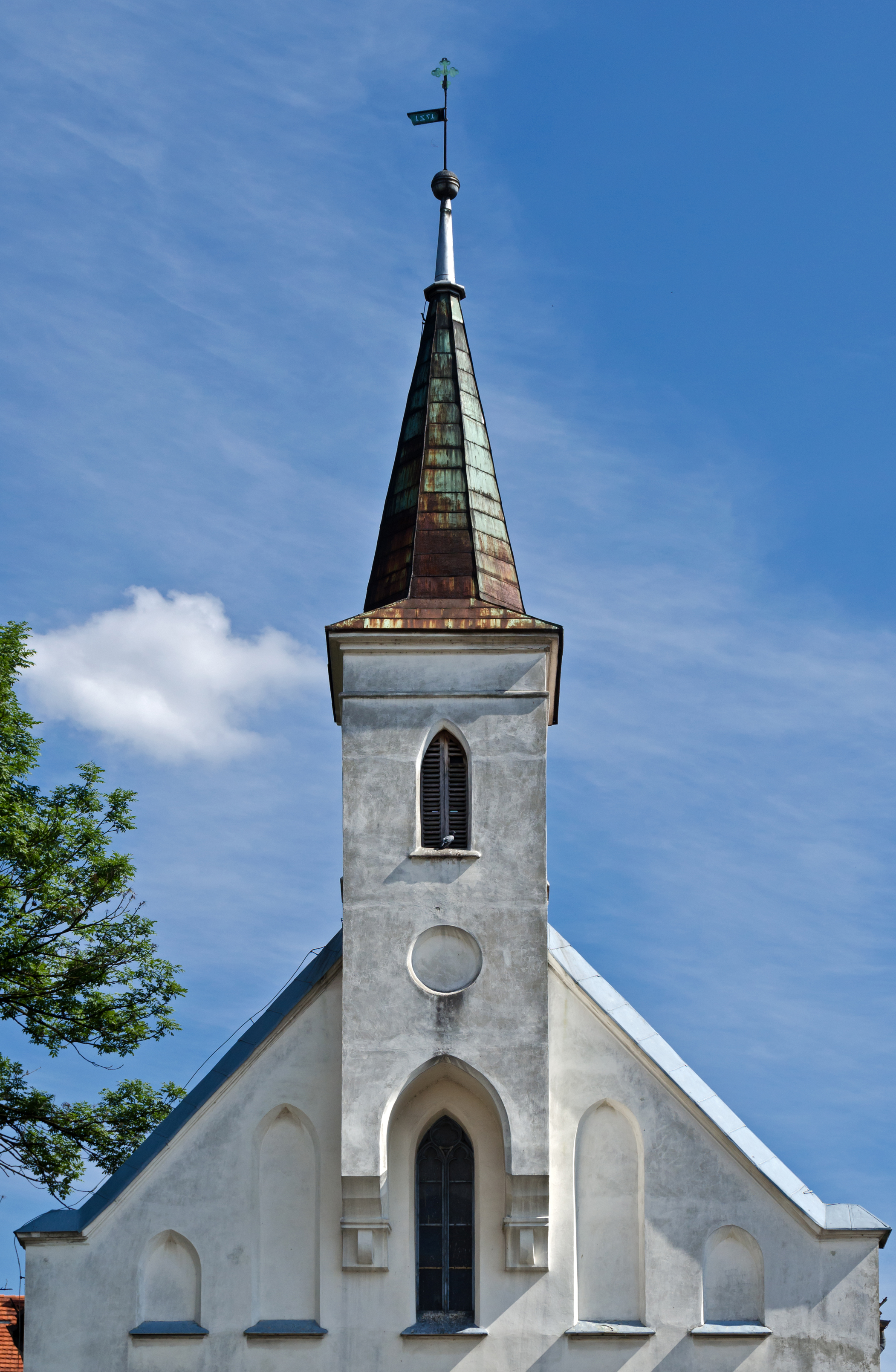
Szczyt kościoła

Kościół Zwiastowania Najświętszej Maryi Panny w Nysie – niewielki kościół filialny parafii św. Jakuba, dawniej należący do jezuitów. Kościół położony jest w Nysie przy ulicy Celnej nieopodal skrzyżowania z ulicą Moniuszki.

## Historia
Kościoły w średniowieczu fundowali nie tylko władcy, biskupi czy zakony, ale czasami także zamożni mieszczanie. Taka właśnie sytuacja miała miejsce w Nysie. W 1372 roku Anna, wdowa po mieszczaninie nyskim Hanco Isenecherze, sfinansowała budowę niewielkiej kaplicy pod wezwaniem Bożego Ciała przy nieistniejącej już dziś Bramie Celnej.
Zgodnie z życzeniem fundatorki, wyrażonym w jej testamencie, każdy z rektorów szkoły parafialnej miał wysyłać we wszystkie czwartki ośmiu uczniów, aby śpiewali antyfony i modlili się w intencji zbawienia duszy zmarłej oraz za jej rodzinę.
Około 1434 roku kaplicę rozbudowano do rozmiarów niewielkiego kościółka i wyposażono w dwa ołtarze. Świątynia wraz z przylegającym do niej terenem została w 1624 roku przekazana przez biskupa wrocławskiego, arcyksięcia Karola Habsburga, jezuitom.
Zakonnicy ci organizowali w tym kościele swoje ćwiczenia duchowe.
W następnym wieku świątynią opiekowały się nim nyskie bractwa religijne, była również tradycyjnym miejscem modlitw nyskich myśliwych. Od 1724 roku nazywana jest kościołem mieszczańsko-brackim.
Restaurację kościoła przeprowadzono w roku 1721, oraz ponownie w 1743, po uszkodzeniach powstałych w wyniku wojny śląskiej. Świątynia szczęśliwie przetrwała
oblężenie Nysy przez armię napoleońską w 1807 roku, doznając tylko lekkich uszkodzeń, a następnie służyła w latach 1836-1876 jako kościół gimnazjalny.
W latach 1881–1885 rozebrano mury do wysokości jednego metra i ponownie odtworzono całość budowli. Zgodnie z ówczesnymi tendencjami do regotyzacji zachowano tylko niektóre elementy architektoniczno-rzeźbiarskie, pozostawiono także 
ambonę i ołtarz z barokowym obrazem przedstawiającym zwiastowanie. Niemal całkowicie wymieniono jednak resztę wyposażenia kościoła, co doprowadziło do poważnego zmniejszenia jego wartości jako zabytku.
Dalszych niekorzystnych zmian w wystroju świątyni dokonano po drugiej wojnie światowej. Na początku lat pięćdziesiątych XX wieku rozebrano wielki neogotycki ołtarz i zastąpiono go małym barokowym tabernakulum. Następnie podczas remontu w 1968 roku usunięto figury świętych Piotra i Pawła, znajdujące się we wnękach fasady.
Kościół zatem po wielu latach niemal zatracił swoje pierwotne, gotyckie cechy stylowe. W obecnym stanie o historycznej wartości budowli zaświadczają jedynie:
- czternastowieczny, kamienny, profilowany portal gotycki
- pochodzące z przełomu XV/XVI wieku żelazne drzwi do zakrystii
- dwa barokowe obrazy (przedstawiające ukoronowanie Matki Bożej w niebie oraz nawiedzenie św. Elżbiety)
- kilka rzeźb różnych świętych (Józefa, Jana Nepomucena, Ignacego, Joachima, Jakuba, Stanisława Kostki i Alojzego).